# 화이트 크로우
화이트 크로우(The White Crow)는 영국에서 제작된 랄프 파인즈 감독의 2018년 드라마 영화이다. 올레그 이벤코 등이 주연으로 출연하였고 앤드류 레비타스 등이 제작에 참여하였다.

## 출연

### 주연
- 올레그 이벤코
- 아델 에그자르코풀로스
- 세르게이 폴루닌

### 조연
- 슐판 하마토바
- 라파엘 페르소나즈

## 제작진
- 라인프로듀서: 마크 쿠퍼